# Olivier Cotte
Olivier Cotte (ur. 10 września 1972 w Voiron) – francuski narciarz, specjalista narciarstwa dowolnego. Jego największym sukcesem jest brązowy medal w jeździe po muldach wywalczony podczas mistrzostw świata w Altenmarkt. Jego najlepszym wynikiem olimpijskim było czwarte miejsce w jeździe po muldach na igrzyskach w Lillehammer. Najlepsze wyniki w Pucharze Świata osiągnął w sezonie 1992/1993, kiedy to zajął 15. miejsce w klasyfikacji generalnej, a w klasyfikacji jazdy po muldach był trzeci.
W 1998 r. zakończył karierę.

## Osiągnięcia

### Igrzyska olimpijskie
| Miejsce | Dzień     | Rok  | Miejscowość | Konkurencja      | Zwycięzca         |
| ------- | --------- | ---- | ----------- | ---------------- | ----------------- |
| 4.      | 12 lutego | 1994 | Lillehammer | Jazda po muldach | Jean-Luc Brassard |
| 20.     | 11 lutego | 1998 | Nagano      | Jazda po muldach | Jonny Moseley     |

### Mistrzostwa świata
| Miejsce | Dzień    | Rok  | Miejscowość | Konkurencja      | Zwycięzca         |
| ------- | -------- | ---- | ----------- | ---------------- | ----------------- |
| 3.      | 13 marca | 1993 | Altenmarkt  | Jazda po muldach | Jean-Luc Brassard |

### Puchar Świata

#### Miejsca w klasyfikacji generalnej
- sezon 1988/1989: 90.
- sezon 1990/1991: 57.
- sezon 1991/1992: 80.
- sezon 1992/1993: 15.
- sezon 1993/1994: 16.
- sezon 1994/1995: 60.
- sezon 1995/1996: 63.
- sezon 1997/1998: 46.

#### Miejsca na podium
1. Lake Placid – 22 stycznia 1993 (Jazda po muldach) – 2. miejsce
2. La Clusaz – 11 lutego 1993 (Jazda po muldach) – 1. miejsce
3. Hasliberg – 20 lutego 1993 (Jazda po muldach) – 2. miejsce
4. La Plagne – 25 lutego 1993 (Jazda po muldach) – 3. miejsce
5. Tignes – 11 grudnia 1993 (Jazda po muldach) – 2. miejsce
6. La Plagne – 21 grudnia 1993 (Jazda po muldach) – 2. miejsce
7. Breckenridge – 15 stycznia 1994 (Jazda po muldach) – 3. miejsce
8. Le Relais – 29 stycznia 1994 (Jazda po muldach) – 3. miejsce
9. La Clusaz – 3 lutego 1994 (Jazda po muldach) – 2. miejsce
10. Hundfjället – 8 lutego 1994 (Jazda po muldach) – 2. miejsce
11. Hundfjället – 9 marca 1995 (Jazda po muldach) – 3. miejsce
12. Hundfjället – 9 marca 1995 (Jazda po muldach) – 1. miejsce
13. Tignes – 10 grudnia 1995 (Jazda po muldach) – 2. miejsce
14. Tignes – 10 grudnia 1995 (Jazda po muldach) – 2. miejsce
15. La Plagne – 16 grudnia 1995 (Jazda po muldach) – 2. miejsce
16. Lake Placid – 5 stycznia 1996 (Jazda po muldach) – 1. miejsce

- W sumie 3 zwycięstwa, 9 drugich i 4 trzecie miejsca.